# Nuestra Señora del Pilár
Nuestra Señora del Pilár de los Adaes var en spansk presidio belägen vid den nuvarande samhället Robeline, i Natchitoches Parish, delstaten Louisiana i USA. Kring presidion uppkom samhället Los Adaes.
Presidion anlades 1721 för att förhindra franskt intrång i spanska Texas och för att skydda franciskanerordens tre missionsstationer i området. 1726 hade byggnaderna och palissaderna ruttnat ner och byggdes om.  Presidion lades ned 1772.